# Sächsischer Fußball-Verband
Der Sächsische Fußball-Verband (SFV) wurde am 6. Oktober 1990 in Chemnitz gegründet und ist die Dachorganisation von 867 Vereinen mit 165.381 Mitgliedern in Sachsen. 5.409 Mannschaften nehmen am Spielbetrieb teil.
Der SFV ist einer von 21 Landesverbänden im DFB und Mitglied des Nordostdeutschen Fußballverbandes (NOFV). Die neuen 13 Kreis- bzw. Stadtverbände der Strukturreform des sächsischen Fußballs sind dem SFV unterstellt. Sitz des SFV ist seit dem 1. März 2011 Leipzig. Präsident ist seit 2016 Hermann Winkler, zuvor amtierte von 1990 bis 2016 Klaus Reichenbach.

## Spielbetrieb

### Männer
Mit Beginn der Spielsaison 1990/91 etablierte der Sächsische Fußballverband mit der Landesliga wieder eine landesweite Spielklasse. Als Unterbau behielt man die schon zu DDR-Zeiten bestehenden Strukturen. So gab es analog der 3 Regierungsbezirke Chemnitz, Dresden, Leipzig weiterhin 3 Bezirksligen und des Weiteren 9 Bezirksklassestaffeln: 4 im Bezirksverband Dresden, 3 im Bezirksverband Chemnitz und 2 im Bezirksverband Leipzig. Diese Spielbetriebstruktur im Landes- und Bezirksbereich hielt sich ungeachtet aller demografischen Entwicklungen über 20 Jahre bis zum Ende der Saison 2010/11 stabil. Auf Kreisebene passte sich die Spielbetriebsstruktur den jeweils bestehenden Kreistrukturen an.
Erst mit Beginn des Spieljahres 2011/12 setzte der SFV im Spielbetrieb unterhalb der Landesliga eine Zäsur. Bedingt durch die Kreisreform 2008 wurde im Zeitraum bis Sommer 2011 die Struktur den neuen Gegebenheiten angepasst. Die Bezirksverbände wurden zum 30. Juni 2010 aufgelöst und von ehemals 28 Kreisverbänden blieben 13 übrig – deren Einteilung sich im Wesentlichen nach dem Zuschnitt der 3 kreisfreien Städte und 10 Landkreise richtet. Demzufolge wurde auch der Spielbetrieb unterhalb der Landesliga mit Beginn der Saison 2011/12 neu strukturiert.
Zum Beginn des Spieljahres 2024/25 wurde die schon vor der Corona-Pandemie in Angriff genommene Strukturreform der Landesklassen, Reduzierung von vier auf drei Staffeln, umgesetzt.
| 5. Liga  | Oberliga       | 16    | Nord1                            | Nord1                            | Nord1                            | Süd2                             | Süd2                             | Süd2                             |                                  |                                  |                                  |                                  |
| 6. Liga  | Sachsenliga    | 16    | Sachsen                          | Sachsen                          | Sachsen                          | Sachsen                          | Sachsen                          | Sachsen                          |                                  |                                  |                                  |                                  |
| 7. Liga  | Sachsenklasse  | 16    | Nord                             | Nord                             | Ost                              | Ost                              | West                             | West                             |                                  |                                  |                                  |                                  |
| 8. Liga  | Kreisoberliga  | 16–14 | 13 Staffeln in 13 Fußballkreisen | 13 Staffeln in 13 Fußballkreisen | 13 Staffeln in 13 Fußballkreisen | 13 Staffeln in 13 Fußballkreisen | 13 Staffeln in 13 Fußballkreisen | 13 Staffeln in 13 Fußballkreisen | 13 Staffeln in 13 Fußballkreisen | 13 Staffeln in 13 Fußballkreisen | 13 Staffeln in 13 Fußballkreisen | 13 Staffeln in 13 Fußballkreisen |
| 9. Liga  | Kreisliga A    | TBA   | 25 Staffeln in 13 Fußballkreisen | 25 Staffeln in 13 Fußballkreisen | 25 Staffeln in 13 Fußballkreisen | 25 Staffeln in 13 Fußballkreisen | 25 Staffeln in 13 Fußballkreisen | 25 Staffeln in 13 Fußballkreisen | 25 Staffeln in 13 Fußballkreisen | 25 Staffeln in 13 Fußballkreisen | 25 Staffeln in 13 Fußballkreisen | 25 Staffeln in 13 Fußballkreisen |
| 10. Liga | Kreisliga B    | TBA   | 7 Staffeln in 4 Fußballkreisen   | 7 Staffeln in 4 Fußballkreisen   | 7 Staffeln in 4 Fußballkreisen   | 7 Staffeln in 4 Fußballkreisen   | 7 Staffeln in 4 Fußballkreisen   | 7 Staffeln in 4 Fußballkreisen   | 7 Staffeln in 4 Fußballkreisen   | 7 Staffeln in 4 Fußballkreisen   | 7 Staffeln in 4 Fußballkreisen   | 7 Staffeln in 4 Fußballkreisen   |
| 11. Liga | Kreisliga C    | 16–11 | 3 Staffeln in 2 Fußballkreisen   | 3 Staffeln in 2 Fußballkreisen   | 3 Staffeln in 2 Fußballkreisen   | 3 Staffeln in 2 Fußballkreisen   | 3 Staffeln in 2 Fußballkreisen   | 3 Staffeln in 2 Fußballkreisen   | 3 Staffeln in 2 Fußballkreisen   | 3 Staffeln in 2 Fußballkreisen   | 3 Staffeln in 2 Fußballkreisen   | 3 Staffeln in 2 Fußballkreisen   |
| 12. Liga | 1. Kreisklasse | TBA   | 28 Staffeln in 12 Fußballkreisen | 28 Staffeln in 12 Fußballkreisen | 28 Staffeln in 12 Fußballkreisen | 28 Staffeln in 12 Fußballkreisen | 28 Staffeln in 12 Fußballkreisen | 28 Staffeln in 12 Fußballkreisen | 28 Staffeln in 12 Fußballkreisen | 28 Staffeln in 12 Fußballkreisen | 28 Staffeln in 12 Fußballkreisen | 28 Staffeln in 12 Fußballkreisen |
| 13. Liga | 2. Kreisklasse | TBA   | 25 Staffeln in 10 Fußballkreisen | 25 Staffeln in 10 Fußballkreisen | 25 Staffeln in 10 Fußballkreisen | 25 Staffeln in 10 Fußballkreisen | 25 Staffeln in 10 Fußballkreisen | 25 Staffeln in 10 Fußballkreisen | 25 Staffeln in 10 Fußballkreisen | 25 Staffeln in 10 Fußballkreisen | 25 Staffeln in 10 Fußballkreisen | 25 Staffeln in 10 Fußballkreisen |
| 14. Liga | 3. Kreisklasse | 14–11 | 4 Staffeln in 2 Fußballkreisen   | 4 Staffeln in 2 Fußballkreisen   | 4 Staffeln in 2 Fußballkreisen   | 4 Staffeln in 2 Fußballkreisen   | 4 Staffeln in 2 Fußballkreisen   | 4 Staffeln in 2 Fußballkreisen   | 4 Staffeln in 2 Fußballkreisen   | 4 Staffeln in 2 Fußballkreisen   | 4 Staffeln in 2 Fußballkreisen   | 4 Staffeln in 2 Fußballkreisen   |

1 keine Mannschaften des SFV vertreten
2 5 Mannschaften des SFV vertreten
| Legende | Legende                            |
| ------- | ---------------------------------- |
|         | vom NOFV organisiert               |
|         | vom SFV organisiert                |
|         | von den Fußballkreisen organisiert |

### Frauen
Landesliga Sachsen (Frauen, B-Juniorinnen)
Landesklasse (3 Staffeln, Frauen)
+ Ligen der Untergeordneten Verbände
Landesklasse (B-Juniorinnen, C-Juniorinnen)
+ Ligen der Untergeordneten Verbände

## Pokale

### Männer
- Sachsenpokal (Herren)
- Landespokal Sachsen (A-Junioren, B-Junioren, C-Junioren, D-Junioren)

### Frauen
- Sachsenpokal (Frauen, Frauen KF, B-Juniorinnen, C-Juniorinnen, D-Juniorinnen)

## Vereine des SFV in höheren Ligen | Saison 2024/25

### Männer-Fußball
| Nationale Ligastufe | Bezeichnung          | Anzahl | Vereine                                                                                            |
| ------------------- | -------------------- | ------ | -------------------------------------------------------------------------------------------------- |
| 1.                  | 1. Bundesliga        | 1      | RB Leipzig                                                                                         |
| 2.                  | 2. Bundesliga        | –      | –                                                                                                  |
| 3.                  | 3. Liga              | 2      | FC Erzgebirge Aue, Dynamo Dresden                                                                  |
| 4.                  | Regionalliga Nordost | 6      | FSV Zwickau, 1. FC Lokomotive Leipzig, BSG Chemie Leipzig, Chemnitzer FC, FC Eilenburg, VFC Plauen |
| 5.                  | NOFV-Oberliga Süd    | 5      | Bischofswerdaer FV 08, FC Grimma, FSV Budissa Bautzen, SC Freital, VfB Auerbach                    |

### Futsal
| Nationale Ligastufe | Bezeichnung                 | Anzahl | Vereine                                                          |
| ------------------- | --------------------------- | ------ | ---------------------------------------------------------------- |
| 1.                  | Futsal-Bundesliga           | 1      | VfL 05 Hohenstein-Ernstthal                                      |
| 2.                  | Futsal-Regionalliga Nordost | 3      | VfL 05 Hohenstein-Ernstthal II, SC Borea Dresden, Omidan Dresden |

### Frauen-Fußball
| Nationale Ligastufe | Bezeichnung                 | Anzahl | Vereine                                                   |
| ------------------- | --------------------------- | ------ | --------------------------------------------------------- |
| 1.                  | 1. Frauen-Bundesliga        | 1      | RB Leipzig                                                |
| 2.                  | 2. Frauen-Bundesliga        | –      | –                                                         |
| 3.                  | Frauen-Regionalliga Nordost | 3      | Bischofswerdaer FV, RB Leipzig II, 1. FFC Fortuna Dresden |

### Junioren-Fußball
| Nationale Ligastufe | Bezeichnung           | Anzahl | Vereine                                                      |
| ------------------- | --------------------- | ------ | ------------------------------------------------------------ |
| 1.                  | U19-DFB-Nachwuchsliga | 4      | Dynamo Dresden, RB Leipzig, FC Erzgebirge Aue, Chemnitzer FC |
| 1.                  | U17-DFB-Nachwuchsliga | 4      | Dynamo Dresden, RB Leipzig, FC Erzgebirge Aue, Chemnitzer FC |

## Übergeordnete Verbände
- Fédération Internationale de Football Association (FIFA)
- Union of European Football Associations (UEFA)
- Deutscher Fußball-Bund (DFB)
- Nordostdeutscher Fußballverband (NOFV)

## Untergeordnete Verbände
- Kreisverband Fußball Chemnitz
- Stadtverband Fußball Dresden
- Fußballverband Stadt Leipzig
- Kreisfußballverband Erzgebirge
- Kreisverband Fußball Meißen
- Kreisverband Fußball Mittelsachsen (Landkreis Mittelsachsen ohne Altkreis Döbeln)
- Fußballverband Muldental/Leipziger Land (Landkreis Leipzig und Altkreis Döbeln)
- Nordsächsischer Fußballverband
- Fußballverband Oberlausitz (Görlitz)
- Kreisverband Fußball Sächsische Schweiz-Osterzgebirge
- Vogtländischer Fußball-Verband
- Westlausitzer Fußballverband (Bautzen)
- Kreisverband Fußball Zwickau